# 瑪眼蝶屬
瑪眼蝶屬（學名：Mashuna）是眼蝶亞科眼蝶族矍眼蝶亞族中的一個屬。物種分佈於非洲東部至南部一帶。

## 物種
- 瑪眼蝶 Mashuna mashuna
- 杜班瑪眼蝶 Mashuna upemba